# رنه بروسی
رنه بروسی (فرانسوی: René Brossy‎; ۵ آوریل ۱۹۰۷ – ۳ دسامبر ۱۹۹۱) دوچرخه‌سوار اهل فرانسه بود.